# Steven Shainberg
Steven Shainberg (5 de febrero de 1963) es un director y productor cinematográfico estadounidense, ganador de un premio al Festival de Cine de Sundance 2002.

## Producción cinematográfica
- The Prom (1992)
- Angela & Viril (1993)
- Alice & Viril (1993)
- Hit Me (1996)
- Secretary (2002)
- Retrato de una obsesión (2006)
- The Big Shoe (2013)
- Rupture (2016)